# Муравера
Муравѐра (на италиански: Muravera; на сардински: Murèra, Мурера) е градче и община в Южна Италия, провинция Южна Сардиния, автономен регион и остров Сардиния. Разположено е на 9 m надморска височина. Населението на общината е 5287 души (към 2010 г.).